# Pitá
Pitá, jedno od nestalih indijanskih plemena koje je u rano doba kolonizacije Brazila živjelo na područje uz rijeku rio Bonito, na području današnje države Rio de Janeiro. Smatra se, pretpostavka Loukotke, da pripadaju porodici Puri-Coroado (23 plemena), a uz njih još je jedanaest živjelo u istoj državi a ostalih 11 na području država Minas Gerais, Espirito Santo i São Paulo. 